# 배정초등학교
배정초등학교(培正初等學校)는 대한민국 부산광역시 남구 문현4동에 있었던 사립 초등학교이다.

## 연혁
- 1964년 : 개교[1]
- 2004년 : 폐교

## 폐교 이후
폐교 이후, 2010년에 다문화 대안학교인 아시아공동체학교가 입주하였다.

## 같이 보기
- 배정중학교
- 배정고등학교
- 부산경영고등학교